# Państwo Odoakra
Państwo Odoakra, in. Królestwo Italii (łac. Regnum Italiæ) – królestwo powstałe w 476 w wyniku upadku cesarstwa zachodniorzymskiego (476) na terenie dawnej Diecezji Italijskiej (wcześniej "bezprowincjonalnej" metropolii imperium), oprócz niej obejmowało również ziemie dawnych rzymskich prowincji: Ilirii, Noricum, Recji.

## Historia

### Likwidacja cesarstwa na zachodzie
Wódz rzymski Odoaker stanął na czele spisku wojska i 23 sierpnia 476 został obwołany królem barbarzyńskich oddziałów zbrojnych w Italii. 4 września 476 zdetronizował ostatniego cesarza zachodniorzymskiego Romulusa Augustulusa. W 480 odesłał insygnia cesarskie do Konstantynopola, cesarzowi Zenonowi na znak, że czuje się zależny od władzy cesarzy wschodniorzymskich. W zamian zażądał przyznania mu tytułu patrycjusza. Cesarz Zenon odpowiedział, że Odoaker musi przedłożyć swoje żądania byłemu cesarzowi Juliuszowi Neposowi i przywrócić mu tron cesarstwa zachodniorzymskiego. W liście Zenon zwracał się do Odoakra tytułując go patrycjuszem, tak więc Odoaker uznał, że osiągnął swój cel, czyli podstawę do formalnego sprawowania władzy w Italii jako reprezentant cesarzy wschodniorzymskich. Dla podkreślenia tej sytuacji wybijał na podległym sobie terytorium monety z wizerunkami cesarzy wschodniorzymskich, a nawet przebywającego w Dalmacji cesarza Neposa. Po śmierci Neposa (480) włączył Dalmację do rządzonego przez siebie państwa. Następnie zdobył Sycylię pokonując Wandalów.

### Upadek
Kolejne sukcesy Odoakra w walce z plemionami Rugiów zaniepokoiły cesarza Zenona, który wykorzystując pretekst skargi syna zabitego przez Odoakra króla Rugiów zachęcił króla Ostrogotów Teodoryka do zaatakowania Italii. 28 sierpnia 489 wojska Odoakra przegrały bitwę nad rzeką Isonzo, w wyniku czego Teodoryk opanował północne Włochy. Odoaker bronił się jeszcze do marca 493 w dobrze ufortyfikowanej Rawennie. W wyniku zawartego ostatecznie porozumienia obaj wodzowie mieli sprawować władzę wspólnie. Po kilku dniach Odoaker został jednak razem z żoną, bratem Onuflem i synem Telą zamordowany przez swego rywala podczas uroczystej uczty. Całość terytorium państwa weszła w skład państwa Ostrogotów.

## Organizacja państwa
Odoaker zachował całą rzymską armię i administrację. Stosowano także nadal rzymskie prawo.